# Rémmetró
A Rémmetró (Dark Metro) egy amerimangasorozat, melynek írója Tokyo Calen, rajzolója pedig Yoshiken. A sorozat történetei a tokiói metró mélyén játszódnak, melyeket a titokzatos kalauz, Szeija tűzi össze, akinek szabad átjárása van az élők és a holtak birodalma közt. A sorozat a Tokyopop kiadásában jelent meg Észak-Amerikában 2008. február 12. és augusztus 12. között.

## Cselekmény
A halottak világa Tokió mélyén húzódik, és az azt követő világ, a Holtak Birodalmának határa – ahol Szeija, egy titokzatos fiatalember a kalauz. Az egymást követő, izgalmas és vérfagyasztó történetek a halálról és ennek a borzalmas alvilágnak a kísérteteiről szólnak, akik bosszúra szomjaznak.
A Rémmetró második részében a lány, aki egy cselédkávézóban dolgozik, akaratán kívül fellobbantja a féltékenység lángját. Egy anya, aki nem képes szembenézni a szülői kötelezettségeivel, szörnyű bűntettet hajt végre. Az ősi kard szabadjára engedi az őrült gyilkos vérszomjas lelkét, végül pedig megtudhatjuk Szeija titkát. Milyen tragédiák történtek gyermekkorában, és miként szembesült a képességével, ami egyszerre áldás és átok.

## Magyarországi megjelenések
Magyarországon a Mangattack gondozásában jelent meg a sorozat.
1. kötet megjelenés: 2008. április 19.
2. kötet megjelenés: 2008. szeptember 27.
3. kötet megjelenés: 2009. április

- Rémmetró, 1-3.; ford. Pap Zoltán, Sárközy Bence; Athenaeum, Bp., 2008–2009 (Mangattack)